# Anisotacrus iyoensis
Anisotacrus iyoensis là một loài tò vò trong họ Ichneumonidae.